# Хорнойское сельское поселение
Хорно́йское се́льское поселе́ние (чув. Хорнуй ял тӑрӑхӗ) — муниципальное образование в Моргаушском районе Чувашии Российской Федерации.
Административный центр — деревня Хорной.

## История
Статус и границы сельского поселения установлены Законом Чувашской Республики от 24 ноября 2004 года № 37 «Об установлении границ муниципальных образований Чувашской Республики и наделении их статусом городского, сельского поселения, муниципального района и городского округа».

## Население
| 2010  | 2012  | 2013  | 2014  | 2015  | 2016  | 2017  |
| ----- | ----- | ----- | ----- | ----- | ----- | ----- |
| 1218  | ↗1223 | ↘1215 | ↘1195 | ↘1178 | ↘1139 | ↘1132 |
| 2018  | 2019  | 2020  | 2021  |       |       |       |
| ↘1127 | ↗1129 | ↘1087 | ↘1076 |       |       |       |

## Состав сельского поселения
| № | Населённый пункт | Тип населённого пункта          | Население |
| - | ---------------- | ------------------------------- | --------- |
| 1 | Ижелькасы        | деревня                         | ↗97       |
| 2 | Тойгильдино      | село                            | ↗144      |
| 3 | Хорной           | деревня, административный центр | ↗742      |
| 4 | Шептаки          | деревня                         | ↗394      |